# Passo Santa Caterina (Valdagno)
Il passo di Santa Caterina (796 m) è un valico alpino sulle colline che separano la valle del Chiampo e la valle dell'Agno, mettendo in comunicazione i comuni di Altissimo e San Pietro Mussolino con Valdagno. Si tratta della più diretta via di comunicazione fra gli alti corsi delle due vallate.